# Augusto Aragón
Augusto Bergelio Aragón Bautista (* 13. Januar 1986 in Esmeraldas) ist ein ecuadorianischer Fußballschiedsrichter. Seit 2020 steht ist er FIFA-Schiedsrichter.

## Werdegang
Vor seiner Laufbahn als Fußballschiedsrichter spielte Aragón als Torhüter für mehrere Vereine auf Provinzlevel. Über seinen Bruder Yonis, der als Schiedsrichterassistent über mehrere Jahre in der ersten ecuadorianischen Liga tätig war, kam Aragón zur Schiedsrichterei. 2017 gab er selbst sein Debüt in der Serie A – Ecuadors höchster Fußballliga.
Zum Januar 2020 nominierte ihn der Ecuadorianische Fußballverband für die FIFA-Liste, was ihn zur Leitung internationaler Partien berechtigt. Seine erste internationale Spielleitung verzeichnete er in der Copa Libertadores, nur wenige Wochen nach seiner Berufung, bei der Erstrundenpartie zwischen Club San José und Club Guaraní. Im Jahr 2023 amtierte er bei der U-17-Fußball-Südamerikameisterschaft und wurde im gleichen Jahr auch in das Unparteiischenaufgebot der Weltmeisterschaft in dieser Altersklasse berufen.
2024 nahm er erstmals an einer Copa América teil, bei dem Turnier in den USA kam er jedoch nur als Vierter Offizieller zum Einsatz.
Aragón ist ausgebildeter Sportlehrer, arbeitet seit seinem Aufstieg in die Serie A jedoch derzeit nicht mehr in diesem Beruf. Er lebt mit seiner Frau und den gemeinsamen zwei Kindern in San Mateo in seiner Heimatprovinz.